# Billete de cinco manats azerbaiyanos
El billete de cinco manats azerbaiyanos es la segunda menor denominación de papel moneda de manats, divisa de Azerbaiyán.

## Historia
| Imagen  | Imagen  | Tamaño (mm) | Color principal | Descripción          | Descripción                                                                        | Fecha de emisión | Fecha de extensión |
| Anverso | Reverso | Tamaño (mm) | Color principal | Anverso              | Reverso                                                                            | Fecha de emisión | Fecha de extensión |
| ------- | ------- | ----------- | --------------- | -------------------- | ---------------------------------------------------------------------------------- | ---------------- | ------------------ |
|         |         | 125×63      | marrón, morado  | Torre de la Doncella | la inscripción «AZƏRBAYCAN MİLLİ BANKI» y designación de valor nominal «BEŞ manat» | 1993             | 2005               |

| Imagen  | Imagen  | Tamaño(mm) | Color principal | Descripción                                                                       | Descripción                                                                     | Fecha de emisión |
| Anverso | Reverso | Tamaño(mm) | Color principal | Anverso                                                                           | Reverso                                                                         | Fecha de emisión |
| ------- | ------- | ---------- | --------------- | --------------------------------------------------------------------------------- | ------------------------------------------------------------------------------- | ---------------- |
|         |         | 120×70     | naranja         | Museo azerbaiyano de literatura, libros, un parte de himno nacional de Azerbaiyán | Mapa de Azerbaiyán en vista de las pinturas rupestres de Qobustán de Azerbaiyán | 2005             |